# Théorème de Peter-Weyl
En mathématiques, le théorème de Peter-Weyl est un résultat fondamental de la théorie de l'analyse harmonique, qui s'applique aux groupes topologiques compacts, mais pas nécessairement abéliens. Il a été initialement prouvé par Hermann Weyl, avec son élève Fritz Peter, dans le cadre d'un groupe topologique compact G (Peter et Weyl 1927). Le théorème est une collection de résultats généralisant les faits significatifs sur la décomposition de la représentation régulière d'un groupe fini, découverts par Ferdinand Georg Frobenius et Issai Schur.
Soit G un groupe compact. Le théorème comporte trois parties. La première partie exprime que les coefficients matriciels des représentations irréductibles de G sont denses dans l'espace C(G) des fonctions continues à valeurs complexes sur G, et donc aussi dans l'espace L2(G) des fonctions de carré intégrable. La deuxième partie affirme la complète réductibilité des représentations unitaires de G. La troisième partie affirme alors que la représentation régulière de G sur L2(G) se décompose en somme directe de toutes les représentations unitaires irréductibles. De plus, les coefficients matriciels des représentations unitaires irréductibles forment une base orthonormée de L2(G). Dans le cas où G est le groupe des nombres complexes de module un, ce dernier point est simplement un résultat standard de la série de Fourier.

## Coefficients matriciels
Un coefficient matriciel du groupe G est une fonction à valeurs complexes {\displaystyle \varphi } sur G donnée comme composition
{\displaystyle \varphi =L\circ \pi },
où π : G → GL(V) est une représentation de groupe de dimension finie (continue) de G, et L est une forme linéaire sur l'espace vectoriel des endomorphismes de V (par exemple la trace), lequel contient GL(V) comme ouvert. Les coefficients matriciels sont continus, puisque les représentations sont par définition continues, de même que les formes linéaires sur des espaces de dimension finie.

La première partie du théorème de Peter-Weyl affirme (Bump 2004, §4.1 ; Knapp 1986, Theorem 1.12) :
Théorème de Peter-Weyl (partie I). L'ensemble des coefficients matriciels de G est dense dans l'espace C(G) des fonctions continues sur G à valeurs complexes, muni de la norme uniforme.
Ce premier résultat ressemble au théorème de Stone-Weierstrass dans la mesure où il donne la densité d'un ensemble de fonctions dans l'espace de toutes les fonctions continues, ensemble décrit par des conditions uniquement algébriques. En fait, les coefficients matriciels forment une algèbre associative unitaire invariante par la conjugaison complexe car le produit de deux coefficients matriciels est un coefficient matriciel de la représentation du produit tensoriel, et le conjugué complexe est un coefficient matriciel de la représentation duale. Par conséquent, le théorème découle directement du théorème de Stone-Weierstrass si les coefficients matriciels séparent les points, ce qui est évident si G est un groupe matriciel (Knapp 1986, p. 17). Inversement, c'est une conséquence du théorème que tout groupe de Lie compact est isomorphe à un groupe matriciel (Knapp 1986, Theorem 1.15).
Un corollaire de ce résultat est que les coefficients matriciels de G sont denses dans L2(G).

## Décomposition d'une représentation unitaire
La deuxième partie du théorème donne l'existence d'une décomposition d'une représentation unitaire de G en sous-représentations de dimension finie. Or, intuitivement, les groupes ont été conçus comme des rotations sur des objets géométriques, il est donc naturel d'étudier des représentations qui proviennent essentiellement d'actions continues sur des espaces de Hilbert. (Pour les personnes qui ont déjà rencontré les caractères, i.e. les morphismes continus du groupe dans le groupe des nombres complexes de module 1, cette approche est similaire sauf que le cercle unité est en fin de compte généralisé au groupe des opérateurs unitaires sur un espace de Hilbert donné.)
Soit G un groupe topologique et H un espace de Hilbert complexe.
Une action continue ∗ : G × H → H, donne lieu à une application continue ρ∗ : G → HH (espace des fonctions de H dans H muni de la topologie forte) définie par : ρ∗(g)(v) = ∗(g,v). Cette application est clairement un morphisme de G dans GL(H), le groupe des homéomorphismes de H dans lui-même. Inversement, étant donné une telle application, on peut uniquement récupérer l'action de manière évidente.
Ainsi, on définit les représentations de G sur un espace de Hilbert H comme étant les morphismes de groupe ρ qui proviennent d'actions continues et linéaires de G sur H. On dit qu'une représentation ρ est unitaire si ρ(g) est un opérateur unitaire pour tout g ∈ G, c'est-à-dire que {\displaystyle \langle \rho (g)v,\rho (g)w\rangle =\langle v,w\rangle } pour tous v, w ∈ H. (Autrement dit, la représentation est unitaire si ρ est à valeurs dans U(H).) On constate que cela généralise le cas particulier de l'espace de Hilbert de dimension un, où U(C) est juste le groupe des nombres complexes de module un.)

Avec ces définitions, on peut énoncer la deuxième partie du théorème de Peter-Weyl (Knapp 1986, Theorem 1.12).
Théorème de Peter-Weyl (partie II). Soit ρ une représentation unitaire d'un groupe compact G sur un espace de Hilbert complexe H. Alors H se scinde en une somme directe orthogonale de représentations unitaires irréductibles de dimension finie de G.

## Décomposition des fonctions de carré intégrable
Pour énoncer la troisième et dernière partie du théorème, on introduit un espace de Hilbert naturel sur G, constitué de fonctions de carré intégrable, {\displaystyle L^{2}(G)} ; cela a un sens si l'on considère sur G la mesure de Haar. Le groupe G a une représentation unitaire ρ sur {\displaystyle L^{2}(G)} donnée en agissant sur la gauche, via
{\displaystyle \rho (h)f(g)=f(h^{-1}g)}
pour g, h dans G et f dans {\displaystyle L^{2}(G)}.
La troisième partie du théorème de Peter-Weyl (Knapp 1986, Theorem 1.12) donne une base orthonormée explicite de {\displaystyle L^{2}(G)}. En gros, le théorème affirme que les coefficients matriciels pour G, convenablement renormalisés, sont une base orthonormée de L2(G). En particulier, {\displaystyle L^{2}(G)} se décompose en une somme directe orthogonale de toutes les représentations unitaires irréductibles, dans laquelle la multiplicité de chaque représentation irréductible est égale à son degré (c'est-à-dire la dimension de l'espace sous-jacent de la représentation). Ainsi,
{\displaystyle L^{2}(G)={\underset {\pi \in \Sigma }{\widehat {\bigoplus }}}E_{\pi }^{\oplus \dim E_{\pi }}}
où Σ désigne l'ensemble des (classes d'isomorphisme de) représentations unitaires irréductibles de G, et la sommation désigne la clôture de la somme directe des espaces totaux Eπ des représentations π.
On peut aussi considérer {\displaystyle L^{2}(G)} en tant que représentation du groupe produit direct {\displaystyle G\times G}, les deux facteurs agissant par translation respectivement à gauche et à droite. Fixons une représentation {\displaystyle (\pi ,E_{\pi })} de {\displaystyle G}. L'espace des coefficients matriciels pour la représentation peut être identifié avec {\displaystyle \operatorname {End} (E_{\pi })}, l'espace des applications linéaires de {\displaystyle E_{\pi }} dans lui-même. L'action naturelle gauche et droite de {\displaystyle G\times G} sur les coefficients de la matrice correspond à l'action sur {\displaystyle \operatorname {End} (E_{\pi })} donné par
{\displaystyle (g,h)\cdot A=\pi (g)A\pi (h)^{-1}}
pour {\displaystyle g,h\in G} et {\displaystyle A\in \operatorname {End} (E_{\pi })}.
On peut alors décomposer {\displaystyle L^{2}(G)} comme représentation unitaire de {\displaystyle G\times G} sous la forme
{\displaystyle L^{2}(G)={\underset {\pi \in \Sigma }{\widehat {\bigoplus }}}E_{\pi }\otimes E_{\pi }^{*}.}
Enfin, on peut former une base orthonormée de {\displaystyle L^{2}(G)} comme suit. Supposons qu'un représentant π soit choisi pour chaque classe d'isomorphisme de représentations unitaires irréductibles, et notons Σ la collection de tous ces π. Soient {\displaystyle \scriptstyle {u_{ij}^{(\pi )}}} les coefficients matriciels de π dans une base orthonormée {\displaystyle (e_{i})_{1\leq i\leq d^{(\pi )}}}, où {\displaystyle d^{(\pi )}=\dim E_{\pi }} est le degré de la représentation π. Autrement dit
{\displaystyle u_{ij}^{(\pi )}(g)=\langle \pi (g)e_{j},e_{i}\rangle }
pour tout g ∈ G et tous i, j entre 1 et {\displaystyle d^{(\pi )}}. Le théorème affirme alors que l'ensemble des fonctions
{\displaystyle \left\{{\sqrt {d^{(\pi )}}}u_{ij}^{(\pi )}\mid \,\pi \in \Sigma ,\,\,1\leq i,j\leq d^{(\pi )}\right\}}
est une base orthonormée de {\displaystyle L^{2}(G).}

### Restriction aux fonctions de classe
Une fonction {\displaystyle f} sur G est appelée une fonction de classe si elle est invariante par conjugaison, i.e. si {\displaystyle f(hgh^{-1})=f(g)} pour tous {\displaystyle g} et {\displaystyle h} en G. L'espace des fonctions de classe de carré intégrable forme un sous-espace fermé de {\displaystyle L^{2}(G)}, et donc un espace de Hilbert à part entière. Dans l'espace des coefficients matriciels pour une représentation fixe {\displaystyle \pi } est le caractère {\displaystyle \chi _{\pi }} de {\displaystyle \pi }, défini par
{\displaystyle \chi _{\pi }(g)=\operatorname {tr} (\pi (g)).}
Dans la notation ci-dessus, le caractère est la somme des coefficients diagonaux de la matrice :
{\displaystyle \chi _{\pi }=\sum _{i=1}^{d^{(\pi )}}u_{ii}^{(\pi )}.}
Une conséquence importante du résultat précédent est la suivante.
Théorème : Les caractères des représentations irréductibles de G forment une base hilbertienne de l'espace des fonctions de classe de carré intégrable sur G.
Ce résultat joue un rôle important dans la classification de Weyl des représentations d'un groupe de Lie compact connexe.

### Un exemple: U(1)
Un exemple simple mais utile est le cas du groupe de nombres complexes de module un, {\displaystyle G=S^{1}} . Dans ce cas, les représentations irréductibles sont dimension un, paramétrées par un entier relatif n et données par
{\displaystyle \pi _{n}(e^{i\theta })=e^{in\theta },}
pour tout {\displaystyle \theta } dans G.
Il n'y a alors qu'un seul coefficient matriciel pour chaque représentation, la fonction
{\displaystyle u_{n}(e^{i\theta })=e^{in\theta }.}
La dernière partie du théorème de Peter-Weyl affirme dans ce cas que ces fonctions forment une base orthonormée pour {\displaystyle L^{2}(S^{1})}. Dans ce cas, il s'agit simplement d'un résultat standard de la théorie des séries de Fourier.
Pour tout groupe compact G, on peut considérer la décomposition de {\displaystyle L^{2}(G)} en termes de coefficients matriciels comme une généralisation de la théorie des séries de Fourier. De fait, cette décomposition est souvent appelée série de Fourier.

### Un exemple: SU(2)
On utilise la représentation standard du groupe SU(2) comme
{\displaystyle \operatorname {SU} (2)=\left\{{\begin{pmatrix}\alpha &-{\overline {\beta }}\\\beta &{\overline {\alpha }}\end{pmatrix}}:\ \ \alpha ,\beta \in \mathbb {C} ,\,|\alpha |^{2}+|\beta |^{2}=1\right\}~,}
Ainsi, SU(2) est représenté comme la sphère de dimension trois, {\displaystyle S^{3}}, à l'intérieur de {\displaystyle \mathbb {C} ^{2}=\mathbb {R} ^{4}}. Les représentations irréductibles de SU(2), quant à elles, sont paramétrées par un entier naturel {\displaystyle m} et peuvent être réalisées comme l'action naturelle de SU(2) sur l'espace des polynômes homogènes de degré {\displaystyle m} en deux variables complexes. Les coefficients matriciels de la {\displaystyle m}-ième représentation sont les harmoniques hypersphériques de degré {\displaystyle m}, c'est-à-dire les restrictions à {\displaystyle S^{3}} de polynômes harmoniques homogènes de degré {\displaystyle m} en {\displaystyle \alpha } et {\displaystyle \beta }. La clé pour vérifier cette affirmation est de calculer que pour deux nombres complexes {\displaystyle z_{1}} et {\displaystyle z_{2}}, la fonction
{\displaystyle (\alpha ,\beta )\mapsto (z_{1}\alpha +z_{2}\beta )^{m}}
est harmonique en tant que fonction de {\displaystyle (\alpha ,\beta )\in \mathbb {C} ^{2}=\mathbb {R} ^{4}}.
Dans ce cas, trouver une base orthonormée pour {\displaystyle L^{2}(\operatorname {SU} (2))=L^{2}(S^{3})} constituée de coefficients matriciels revient à trouver une base orthonormée constituée d'harmoniques hypersphériques, ce qui est une construction classique en analyse sur les sphères.

## Conséquences

### Théorie des représentations des groupes de Lie compacts connexes
Le théorème de Peter-Weyl – en particulier l'affirmation selon laquelle les caractères forment une base orthonormée pour l'espace des fonctions de carré intégrable – joue un rôle clé dans la classification des représentations irréductibles d'un groupe de Lie compact connexe. L'argument dépend également de la formule intégrale de Weyl (pour les fonctions de classe) et de la formule des caractères de Weyl.
Une esquisse de l'argument peut être trouvé ici.

### Linéarité des groupes de Lie compacts
Une conséquence importante du théorème de Peter-Weyl est la suivante :
Théorème : Tout groupe de Lie compact a une représentation fidèle de dimension finie et est donc isomorphe à un sous-groupe fermé de {\displaystyle \operatorname {GL} (n;\mathbb {C} )} pour un certain {\displaystyle n}.

### Structure des groupes topologiques compacts
Du théorème de Peter-Weyl, on peut déduire un théorème de structure général significatif. Soit G un groupe topologique compact, que nous supposons séparé. Pour tout sous-espace G-invariant de dimension finie V dans L2(G), où G agit à gauche, on considère l'image de G dans GL(V). Cette image est un fermé, puisque G est compact, et un sous-groupe du groupe de Lie GL(V). Il résulte d'un théorème d'Élie Cartan que l'image de G est aussi un groupe de Lie.
Si on prend maintenant la limite (au sens de la théorie des catégories) sur tous ces espaces V, nous obtenons un résultat sur G : puisque G agit fidèlement sur L2(G), G est une limite inverse des groupes de Lie. Il peut bien sûr ne pas être lui-même un groupe de Lie : il peut par exemple être un groupe profini.